# شون أندرسون
شون أندرسون هو لاعب هوكي الجليد كندي، ولد في 7 فبراير 1968 في مونتريال في كندا.

## وصلات خارجية
- شون أندرسون على موقع دوري الهوكي الوطني (الإنجليزية)
- شون أندرسون على موقع قاعة مشاهير الهوكي (لاعب أن.إتش.أل) (الإنجليزية)
- شون أندرسون على موقع EliteProspects.com (الإنجليزية)
- شون أندرسون على موقع Eurohockey.com (الإنجليزية)
- شون أندرسون على موقع HockeyDB.com (الإنجليزية)
- شون أندرسون على موقع Hockey-Reference.com (الإنجليزية)